# Šerm na Letních olympijských hrách 1976
Šerm na Letních olympijských hrách 1976.

## Medailisté

### Muži
| Kategorie            | Zlato | Stříbro | Bronz |
| -------------------- | --- | --- | --- |
| Fleret - jednotlivci | Fabio Dal Zotto · Itálie (ITA)                                                                                  | Alexandr Romaňkov · Sovětský svaz (URS)                                                                             | Bernard Talvard · Francie (FRA)                                                                               |
| Kord - jednotlivci   | Alexander Pusch · Západní Německo (FRG)                                                                         | Jürgen Hehn · Západní Německo (FRG)                                                                                 | Győző Kulcsár · Maďarsko (HUN)                                                                                |
| Šavle - jednotlivci  | Viktor Krovopuskov · Sovětský svaz (URS)                                                                        | Vladimir Nazlymov · Sovětský svaz (URS)                                                                             | Viktor Siďak · Sovětský svaz (URS)                                                                            |
| Fleret - družstvo    | Západní Německo (FRG) · Matthias Behr · Thomas Bach · Harald Hein · Klaus Reichert · Erik Sens-Gorius           | Itálie (ITA) · Fabio Dal Zotto · Carlo Montano · Stefano Simoncelli · Giovanni Battista Coletti · Attilio Calatroni | Francie (FRA) · Christian Noël · Bernard Talvard · Didier Flament · Frédéric Pietruszka · Daniel Revenu       |
| Kord - družstvo      | Švédsko (SWE) · Carl von Essen · Hans Jacobson · Rolf Edling · Leif Högström · Göran Flodström                  | Západní Německo (FRG) · Alexander Pusch · Jürgen Hehn · Reinhold Behr · Volker Fischer · Hanns Jana                 | Švýcarsko (SUI) · François Suchanecki · Michel Poffet · Daniel Giger · Christian Kauter · Jean-Blaise Evequoz |
| Šavle - družstvo     | Sovětský svaz (URS) · Viktor Krovopuskov · Eduard Vinokurov · Viktor Siďak · Vladimir Nazlymov · Michail Burcev | Itálie (ITA) · Mario Aldo Montano · Michele Maffei · Angelo Arcidiacono · Tommaso Montano · Mario Tullio Montano    | Rumunsko (ROU) · Daniel Irimiciuc · Ioan Pop · Marin Mustata · Corneliu Marin · Alexandru Nilca               |

### Ženy
| Kategorie            | Zlato | Stříbro | Bronz |
| -------------------- | --- | --- | --- |
| Fleret - jednotlivci | Ildikó Schwarczenbergerová · Maďarsko (HUN)                                                                               | Maria Consolata Collinová · Itálie (ITA)                                                                                              | Jelena Bělovová · Sovětský svaz (URS)                                                                                  |
| Fleret - družstvo    | Sovětský svaz (URS) · Jelena Bělovová · Olga Kňazevová · Valentina Sidorovová · Najila Giljazovová · Valentina Nikonovová | Francie (FRA) · Brigitte Latrille-Gaudin · Brigitte Gapais-Dumont · Christine Muzio · Veronique Trinquet · Claudette Herbster-Josland | Maďarsko (HUN) · Ildikó Schwarczenbergerová · Edit Kovács · Magda Marosová · Ildikó Ságiová-Rejtőová · Ildikó Bóbisová |

### Přehled medailí
| Pořadí | Země                  | Zlato | Stříbro | Bronz | Celkově |
| ------ | --------------------- | ----- | ------- | ----- | ------- |
| 1.     | Sovětský svaz (URS)   | 3     | 2       | 2     | 7       |
| 2.     | Západní Německo (FRG) | 2     | 2       | 0     | 4       |
| 3.     | Itálie (ITA)          | 1     | 3       | 0     | 4       |
| 4.     | Maďarsko (HUN)        | 1     | 0       | 2     | 3       |
| 5.     | Švédsko (SWE)         | 1     | 0       | 0     | 1       |
| 6.     | Francie (FRA)         | 0     | 1       | 2     | 3       |
| 7.     | Rumunsko (ROU)        | 0     | 0       | 1     | 1       |
| 7.     | Švýcarsko (SUI)       | 0     | 0       | 1     | 1       |